# 維吾爾族醫學
維吾爾族醫學，簡稱維吾爾醫、維醫學、維醫，是流傳於維吾爾族中的傳統醫學。由於維吾爾族所居處的絲路，係歐亞大陸上的東西方文化之交會地，因此，維吾爾醫學即深受波斯、希臘、羅馬、伊斯蘭等其他地域醫學的影響，具有濃厚的民族和宗教色彩；與漢醫學、藏醫學、蒙醫學間也有密切地交流，並相互影響彼此的醫學內容。

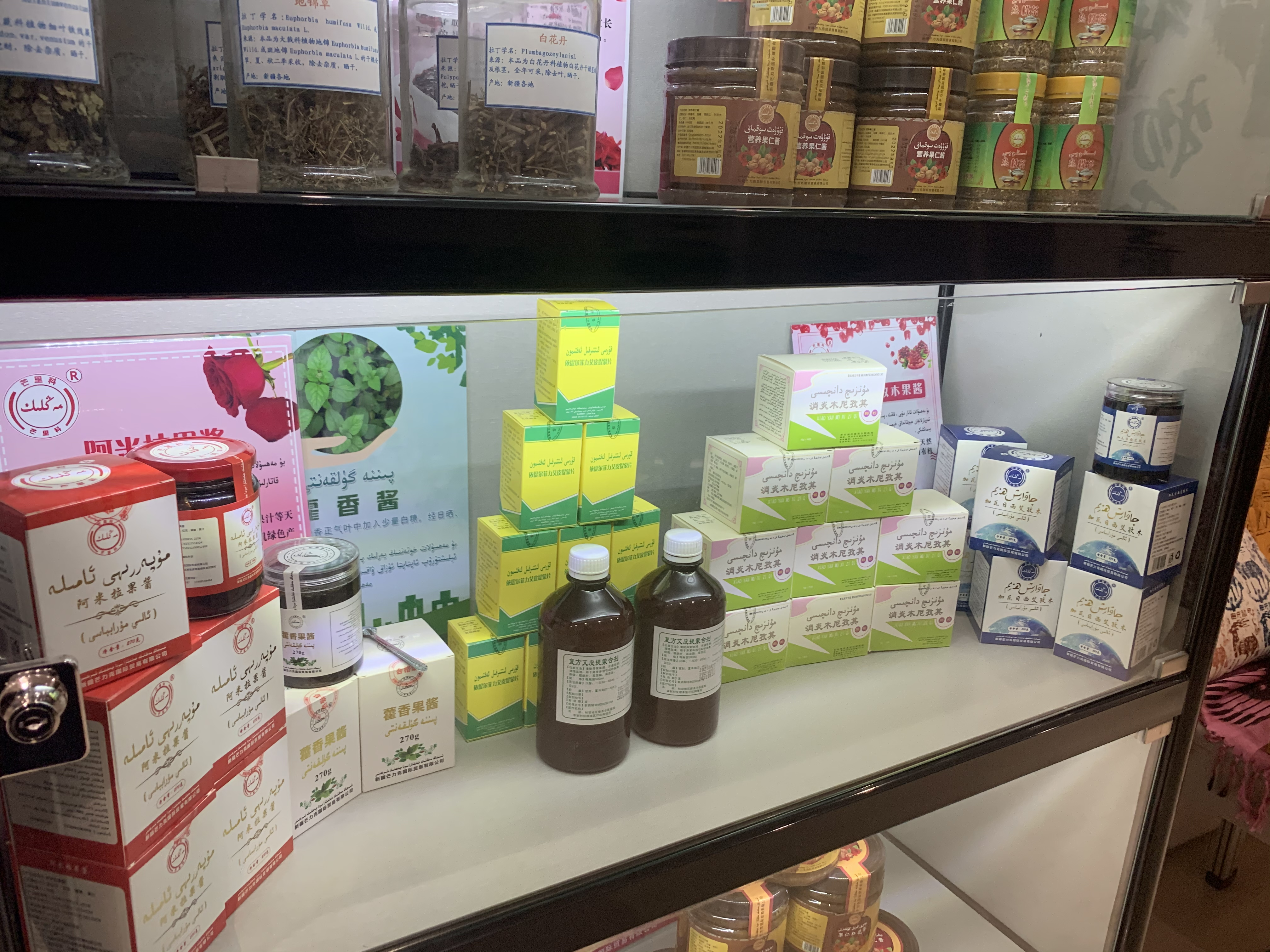
常见的维吾尔医药

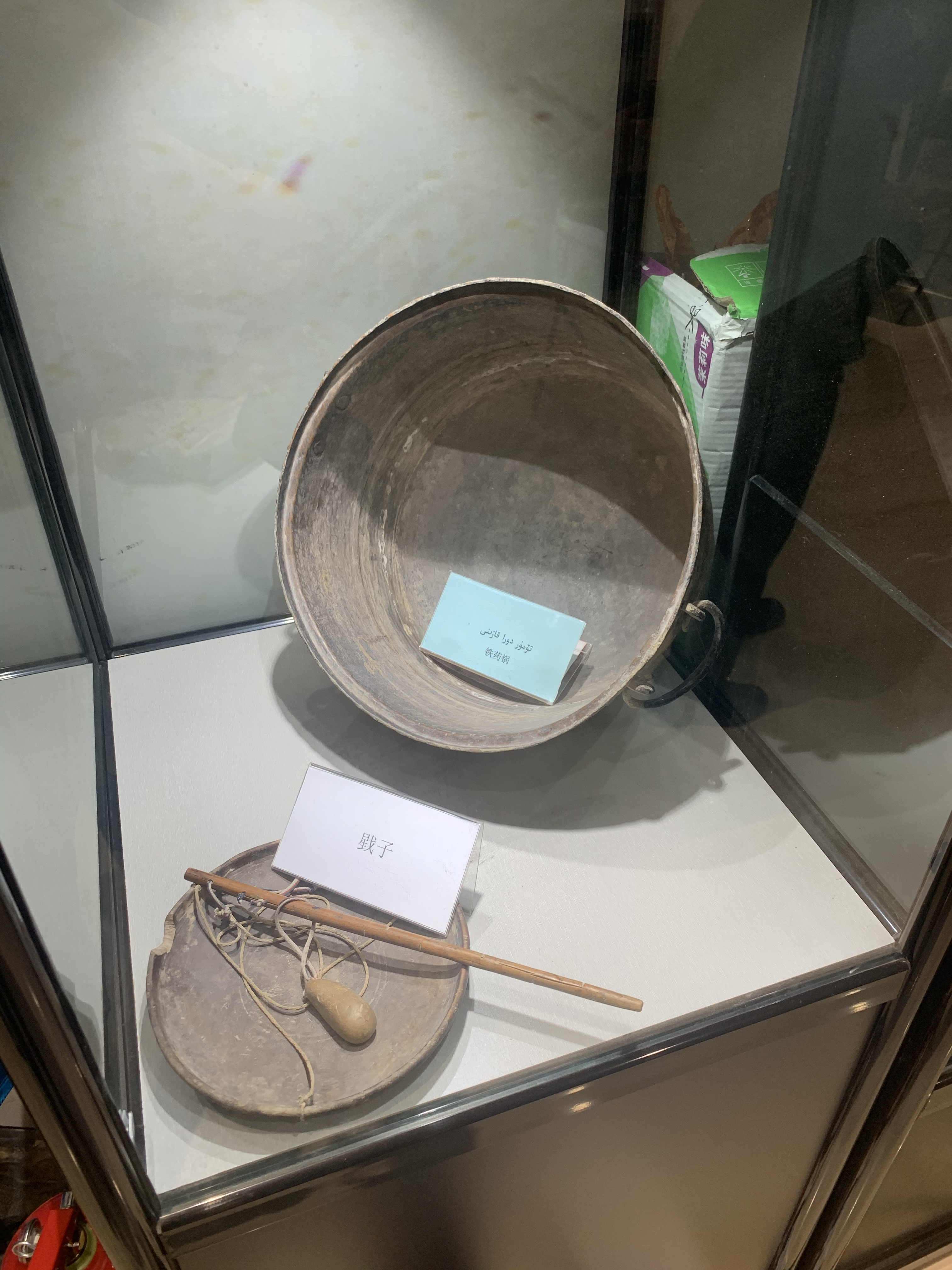
维吾尔医用的铁药锅和戥子

## 歷史
10世纪喀喇汗王朝的麻赫穆德·喀什噶里所著的《突厥语大词典》提到服用疯狗的脑能治疗狂犬咬伤，食用骆驼肉和大麦混合的饭能治疗夜尿症，将硼砂和麝香混合放在牙上能治疗牙疼等。玉素甫·哈斯·哈吉甫所著《福乐智慧》提到人的生﹑老﹑病﹑死都与自然界的火﹑气﹑水﹑土四大物质及自身产生的胆液质﹑血液质﹑黏液质﹑黑胆质四体液的盛衰有著密切的关系。贾马力丁·阿克萨拉依11世纪生于和田墨玉阿克萨拉依村。他的代表作《白色宫殿》（阿克萨拉依）以本村村名为他的医著名，本书1899年在印度出版，并被印度德里伊斯兰医学院用作教材。该书大体分为三个部分，即基础理论﹑全身各器官疾病的治疗﹑药物和方剂，是一本较系统的维医学专著，仍享有盛誉。12世纪末13世纪初西辽时期，和田一位名医艾拉马·阿拉依丁·马合木德·和田尼（1150～1222）著《医学法规》和《治疗精则》。元代元政府设置广惠司（即後来的回回药物院），主持编出《回回药方》（36卷），现仅存残卷，其中收载的药方就有维医的内容，反映了当时维医的某些医药知识和用药习惯。《医学辞典》（苏拉赫）是由加马力·哈尔西（？～1322）在喀什用波斯文撰写的以维医学理论为主的词典。它还包括自然﹑地理﹑气象﹑哲学等方面的内容。
清代的维医学有了较大的发展。和田名医毛拉·阿热甫·和田尼（1556～1662）17岁时到莎车，受教于当地的医学大师马合穆德汗。7年后到印度學習了三年，回到和田后用波斯语撰写了《治疗伤寒的可信之言》一书，论述了十几种心脏及大脑疾病的实质，并把40种芳香类药物按单方及复方分类，写成《对智力者及国王有益方》一书。他後来又花了7年时间写成代表作《治疗指南》（代斯吐肉勒·依拉吉）。拜德热丁·苏皮是18﹑19世纪喀什地区最著名的医学家之一，1832年生于一個五代行医的家庭，他学识渊博，精通阿拉伯语和波斯语，1864年被任为宫廷御医，1872年写成《验方锁要》（西伯依库鲁甫）一书，为维医学的重要文献。马吾拉吉·胡赛音汗·太吉力也是一位著名的医学家和诗人，1894年生于叶城一医生家庭，在叶城从事医疗工作，并创办了学校，用察合台文﹑波斯语﹑阿拉伯语写过抒情诗。他著重从事心脏病﹑肺病以及用蛇肉和蛇毒治疗癌症的研究，他写了很多科学著作和医学著作，其中《太吉力之课》在喀什出版，还有许多医学手抄本在民间流传，他在其创办的学校中教授出许多学生，很多人成为发展现代维医学的骨干。
中华人民共和国建立後，新疆维吾尔自治区各地陆续兴办了30多所维吾尔医医院，一般医院中都开设维医专科，还成立了新疆维吾尔医专科学校和新疆维吾尔医研究室以开展维医医疗﹑教育和科研工作，许多有名望的维医被授予学术职称。在科研方面，结合现代科学技术对治疗糖尿病﹑白癜风﹑胃溃疡﹑冠心病等疾病以及药品剂型改革等进行了深入研究，并取得一定成果。许多已故著名维医的学术著作得到整理出版，如玉素甫·阿吉的《小医典》（卡农且）﹑吐尔迪·买买提的《维吾尔医治疗手册》﹑吐尔迪·阿吉的《维吾尔医处方汇编》﹑《维吾尔医常用药材》﹑《维吾尔常用复方制剂手册》﹑《维吾尔医常识》等维吾尔医药书籍。

## 理論
維吾爾醫學，承繼古希臘的醫學理論－體液學說，认为人有四种“赫立特”（意为“素质”），即：血液质（kan）、黏液质 （belghem）、膽液質（Sapra）和黑膽質（Savda）。外部自然和组成人类生命的基础具有四大元素及其不同的性质，分別是气之湿热、火之干热、水之湿寒、土之干寒。

## 醫學典籍
- 《白色宫殿》（阿克萨拉依）
- 《医学辞典》（苏拉赫）
- 《治疗指南》（代斯吐肉勒·依拉吉）
- 《验方锁要》（西伯依库鲁甫）
- 《小医典》（卡农且）
- 《太吉力之课》

## 對中醫的影響
《黄帝内经·素问·异法方宜论》记载：“西方者，金玉之域，沙石之处，天地之所收引也。其民陵居而多风，水土刚强，其民不衣而褐荐，其民华食而脂肥，故邪不能伤其体，其病生于内，其治宜毒药，故毒药者，亦从西方来。”西汉年间，张骞出使西域，带回了许多西域药材，其中包括胡桃、胡蒜、胡豆（鹰嘴豆）、石榴、红花等药用植物。在汉武帝时期，曾在长安设置了专卖西域药材的“旃席千具”。中原最早的药物学专著《神农本草经》、汉代史书《史记》中都记载了出自很多西域的药材，如悦般国的止血药、龟兹国的石流黄、雌黄、胡粉和沙盐绿，据《神农本草经》记载：当时在内地有了原产自西域的红花、大蒜、葡萄、石榴、雄黄、硇砂、胡萝卜、紫貂皮、芦荟、龙葵、果仁、大黄、樟脑、羚羊角、苜蓿、胡麻、胡桃、胡豆、胡荽子、肉苁蓉、胡桐、苜蓿、朱丹、雌黄、麻黄、戎盐、墨盐、青琅等用于药疗。魏晋南北朝时期的著名本草学著作《本草经集注》和《名医别录》中收载了玉、青琅、硇砂、雄黄、雌黄、戎盐、木香、胡麻、芥、苜蓿、葡萄、胡萝卜、石榴等产于西域的地产药品。《隋书·经籍志》医方类有书256部，其中就有多部为西域名医所著，如已失佚的《西域名医所集要方四卷》、龟兹国名僧鸠摩罗什翻译自他母亲耆婆的《耆婆五脏论》等。《神农本草经》在唐代再次新添114种药物，其中多数是西域药材。吐鲁番出土的唐代手抄文献中有《张文仲疗风方》、《神农本草经》、《耆婆五脏论》和《诸医方髓》，还有唐人方等。唐代政府在新疆东部三州和安息州都护府设置的类官制中，有经学博士及医学博士各一人，掌管教授生徒和医治疾病。李時珍《本草綱目》中，有103種草藥是來自於維吾爾傳統醫學，包括阿魏、茜草、胡黄连、胡麻、胡桃、胡葱、菠萝、茴香、红花、荜茇、刺糖、腽肭等。

## 重要學者
- 贾马力丁·阿克萨拉依
- 艾拉马·阿拉依丁·马合木德·和田尼
- 加马力·哈尔西
- 毛拉·阿热甫·和田尼
- 拜德热丁·苏皮
- 马吾拉吉·胡赛音汗·太吉力
- 玉素甫·阿吉
- 吐尔迪·买买提
- 吐尔迪·阿吉

## 教育機構
- 新疆醫科大學维吾尔医学院
- 新疆和田学院（原新疆維吾爾醫學專科學校）

## 常見成藥
- 寒喘祖帕颗粒
- 祖卡木颗粒